# Norwegischer Fußballpokal der Männer 1934
Der norwegische Fußballpokal 1934 (kurz auch NM-Cup 1934 genannt) war die 33. Austragung des Fußballpokalwettbewerbs der Männer. Pokalsieger wurde Titelverteidiger Mjøndalen IF. Das Team setzte sich im Finale gegen Sarpsborg FK durch.

## 1. Runde
| Datum      |                        | Ergebnis  |                       |
| ---------- | ---------------------- | --------- | --------------------- |
| 05.08.1934 | Aalesunds FK           | 5:2       | Clausenengen FK       |
|            | Åmot IF                | 1:7       | Mjøndalen IF          |
|            | Berger IL              | 4:1       | Roy IL                |
|            | IF Borg                | 10:20     | Sandaker SFK          |
|            | IL Braatt              | 3:2 n. V. | SK Rollon             |
|            | SK Brage               | 8:2       | Namsos IL             |
|            | Brann Bergen           | 4:1       | Årstad IL             |
|            | Briskebyen FL          | 0:1       | Brane IL              |
|            | SK Djerv               | 2:1       | Ny-Solheim IL         |
|            | FK Donn                | 1:0       | Egersunds IK          |
|            | Drammens BK            | 3:1       | Ski IL                |
|            | Drøbak IF              | 0:5       | Selbak TIF            |
|            | Eidsvold IF            | 0:4       | Raufoss IL            |
|            | Eiker SBK              | 0:1       | Rjukan IL             |
|            | Flekkefjord FK         | 0:1       | IL Brodd              |
|            | Fram Larvik            | 9:1       | IF Bjart              |
|            | FK Fremad Lillehammer  | 5:0       | Ullensaker IL         |
|            | Frigg Oslo FK          | 12:00     | FK Norrøna            |
|            | Geithus IL             | 4:0       | Stabæk IF             |
|            | IK Grane Arendal       | 1:5       | IF Skiens-Grane       |
|            | Haga IF                | 2:3       | Bøn FK                |
|            | Hamar IL               | 7:2       | Tynset IF             |
|            | SK Hardy               | 15:00     | Høyanger IF           |
|            | Holmestrand IF         | 1:3       | Dæhlenengen SBK       |
|            | Jevnaker IF            | 8:0       | FBK Voss              |
|            | Kapp IF                | 1:2       | Nydalens SK           |
|            | Kjelsås IL             | 1:4       | SK Gjøa               |
|            | Kongsberg IF           | 0:3       | IF Pors               |
|            | Kongsvinger IL         | 10:20     | Trysilgutten IL       |
|            | Kragerø IF             | 1:4       | Start Kristiansand    |
|            | Kristiansund FK        | 6:2       | Veblungsnes FK        |
|            | Lillestrøm SK          | 2:0       | Sørumsand IL          |
|            | Lisleby FK             | 7:0       | SK Kampørn            |
|            | IF Liv                 | 1:2       | Strømsgodset IF       |
|            | FK Lyn                 | 7:0       | Ottestad IL           |
|            | Neset FK               | 0:2       | Rosenborg Trondheim   |
|            | Odds BK                | 3:5       | Skotfoss TIF          |
|            | Orkanger IF            | 4:1       | SK Tryggkameratene    |
|            | FK Ørn                 | 2:1       | Kongsten IF           |
|            | Ranheim IL             | 4:1       | SK Nationalkameratene |
|            | Sandefjord BK          | 1:8       | Moss FK               |
|            | Sarpsborg FK           | 10:00     | IF Ready              |
|            | Skeid Oslo             | 1:3       | Kvik Halden FK        |
|            | Skiens BK              | 1:2       | SBK Drafn             |
|            | SBK Skiold             | 4:0       | Fredensborg SBK       |
|            | Solberg SK             | 4:0       | Larvik Turn           |
|            | Søndre Land IL         | 0:4       | SFK Lyn Oslo          |
|            | Sparta Drammen         | 0:4       | Fredrikstad FK        |
|            | Stavanger IF           | 4:1       | SK Jarl               |
|            | Steinkjer FK           | 2:3 n. V. | SK Freidig            |
|            | Strinda IL             | 01:12     | FK Kvik Trondheim     |
|            | Strømmen IF            | 1:4       | Gleng FK              |
|            | IL Sverre              | 0:2       | SK Rapp               |
|            | Tistedalen TIF         | 5:1       | Lierfoss FK           |
|            | Torp IF                | 7:0       | Askim FK              |
|            | IF Tønsberg-Kameratene | 1:2       | Storms BK             |
|            | SK Ulf                 | 4:3 n. V. | Ålgård FK             |
|            | Urædd FK               | 2:3       | SK Snøgg              |
|            | Vålerenga Oslo         | 5:0       | Bygdø BK              |
|            | Vardal IF              | 1:0       | BSK 1914 Oslo         |
|            | Vennesla AIL           | 0:2       | FK Vigør              |
|            | Vestfossen IF          | 1:1 n. V. | Tønsbergs TF          |
|            | Vikersund IF           | 3:1       | SK Falk Horten        |
|            | Viking Stavanger       | 5:0       | SK Djerv 1919         |

### Wiederholungsspiel
| Datum      |              | Ergebnis |               |
| ---------- | ------------ | -------- | ------------- |
| 12.08.1934 | Tønsbergs TF | 4:0      | Vestfossen IF |

## 2. Runde
| Datum      |                     | Ergebnis  |                       |
| ---------- | ------------------- | --------- | --------------------- |
| 12.08.1934 | Aalesunds FK        | 5:0       | IL Braatt             |
|            | IL Brodd            | 1:3       | Stavanger IF          |
|            | Bøn FK              | 1:2       | FK Lyn                |
|            | SBK Drafn           | 3:1       | Vardal IF             |
|            | Dæhlenengen SBK     | 0:0 n. V. | Brann Bergen          |
|            | Fredrikstad FK      | 16:10     | Kongsvinger IL        |
|            | SK Freidig          | 0:5       | SK Brage              |
|            | SK Gjøa             | 1:1 n. V. | FK Fremad Lillehammer |
|            | Gleng FK            | 0:2       | Frigg Oslo FK         |
|            | Hamar IL            | 3:2 n. V. | Vålerenga Oslo        |
|            | SK Hardy            | 2:1       | SBK Skiold            |
|            | Jevnaker IF         | 1:1 n. V. | SK Djerv              |
|            | Kvik Halden FK      | 4:1       | Brane IL              |
|            | FK Kvik Trondheim   | 4:2       | Kristiansund FK       |
|            | SFK Lyn Oslo        | 3:0       | Solberg SK            |
|            | Mjøndalen IF        | 9:1       | Tistedalen TIF        |
|            | Moss FK             | 3:0       | Lillestrøm SK         |
|            | Nydalens SK         | 1:3       | FK Ørn                |
|            | IF Pors             | 2:1       | FK Donn               |
|            | SK Rapp             | 4:0       | Orkanger IF           |
|            | Raufoss IL          | 4:2       | Torp IF               |
|            | Rosenborg Trondheim | 2:4       | Ranheim IL            |
|            | Selbak TIF          | 4:1       | Berger IL             |
|            | IF Skiens-Grane     | 1:2       | Fram Larvik           |
|            | Skotfoss TIF        | 2:1       | IF Borg               |
|            | SK Snøgg            | 3:3 n. V. | Rjukan IL             |
|            | Start Kristiansand  | 4:0       | FK Vigør              |
|            | Storms BK           | 3:2       | Geithus IL            |
|            | Strømsgodset IF     | 2:2 n. V. | Lisleby FK            |
|            | SK Ulf              | 1:3       | Viking Stavanger      |
|            | Vikersund IF        | 2:5       | Sarpsborg FK          |
| 19.08.1934 | Tønsbergs TF        | 1:2       | Drammens BK           |

### Wiederholungsspiele
| Datum      |                       | Ergebnis |                 |
| ---------- | --------------------- | -------- | --------------- |
| 19.08.1934 | Brann Bergen          | 0:1      | Dæhlenengen SBK |
|            | SK Djerv              | 1:0      | Jevnaker IF     |
|            | FK Fremad Lillehammer | 1:4      | SK Gjøa         |
|            | Lisleby FK            | 1:0      | Strømsgodset IF |
|            | Rjukan IL             | 1:2      | SK Snøgg        |

## 3. Runde
| Datum      |                    | Ergebnis  |                 |
| ---------- | ------------------ | --------- | --------------- |
| 26.08.1934 | SK Djerv           | 2:3 n. V. | Kvik Halden FK  |
|            | Drammens BK        | 2:1       | SK Hardy        |
|            | Fram Larvik        | 2:2 n. V. | SK Gjøa         |
|            | Frigg Oslo FK      | 5:2       | Skotfoss TIF    |
|            | FK Kvik Trondheim  | 3:1       | Selbak TIF      |
|            | Lisleby FK         | 3:1       | Hamar IL        |
|            | FK Lyn             | 2:2 n. V. | SFK Lyn Oslo    |
|            | Mjøndalen IF       | 6:0       | SK Rapp         |
|            | Moss FK            | 4:0       | Dæhlenengen SBK |
|            | FK Ørn             | 0:1       | Raufoss IL      |
|            | Ranheim IL         | 1:0       | SK Brage        |
|            | Sarpsborg FK       | 4:1       | Aalesunds FK    |
|            | SK Snøgg           | 1:2       | SBK Drafn       |
|            | Start Kristiansand | 3:0       | Stavanger IF    |
|            | Storms BK          | 0:3       | Fredrikstad FK  |
|            | Viking Stavanger   | 1:2       | IF Pors         |

### Wiederholungsspiele
| Datum      |              | Ergebnis |             |
| ---------- | ------------ | -------- | ----------- |
| 30.08.1934 | SK Gjøa      | 1:0      | Fram Larvik |
| 05.09.1934 | SFK Lyn Oslo | 5:1      | FK Lyn      |

## 4. Runde
| Datum      |                | Ergebnis  |                    |
| ---------- | -------------- | --------- | ------------------ |
| 09.09.1934 | SBK Drafn      | 4:3       | FK Kvik Trondheim  |
|            | Kvik Halden FK | 2:3       | Drammens BK        |
|            | Fredrikstad FK | 3:4 n. V. | Frigg Oslo FK      |
|            | SK Gjøa        | 4:1       | Start Kristiansand |
|            | SFK Lyn Oslo   | 3:3 n. V. | Lisleby FK         |
|            | Raufoss IL     | 1:8       | Mjøndalen IF       |
|            | Ranheim IL     | 1:2       | Moss FK            |
|            | IF Pors        | 3:3 n. V. | Sarpsborg FK       |

### Wiederholungsspiele
| Datum      |              | Ergebnis  |              |
| ---------- | ------------ | --------- | ------------ |
| 16.09.1934 | Lisleby FK   | 3:0       | SFK Lyn Oslo |
|            | Sarpsborg FK | 2:2 n. V. | IF Pors      |
| 23.09.1934 | IF Pors      | 2:2 n. V. | Sarpsborg FK |
| 26.09.1934 | Sarpsborg FK | 3:0       | IF Pors      |

## Viertelfinale
| Datum      |               | Ergebnis  |             |
| ---------- | ------------- | --------- | ----------- |
| 16.09.1934 | SBK Drafn     | 3:1       | SK Gjøa     |
|            | Frigg Oslo FK | 2:1       | Moss FK     |
| 23.09.1934 | Mjøndalen IF  | 3:2       | Lisleby FK  |
| 30.09.1934 | Sarpsborg FK  | 1:0 n. V. | Drammens BK |

## Halbfinale
| Datum      |               | Ergebnis  |              |
| ---------- | ------------- | --------- | ------------ |
| 30.09.1934 | Frigg Oslo FK | 1:3 n. V. | Mjøndalen IF |
| 07.10.1934 | Sarpsborg FK  | 1:0       | SBK Drafn    |

## Finale
| Mjøndalen IF                                        | Mjøndalen IF | Sarpsborg FK | Sarpsborg FK |
| --------------------------------------------------- | --- | --- | ------------ |
| Mjøndalen IF                                        | \| Finale \| \| 14. Oktober 1934 in Trondheim (Sorgenfri Gressbane) \| \| Ergebnis: 2:1 n. V. (1:1, 0:0) \| \| Zuschauer: 8.000 \| \| Schiedsrichter: Kolbjørn Dæhlen \| \| Spielbericht \| | \| Finale \| \| 14. Oktober 1934 in Trondheim (Sorgenfri Gressbane) \| \| Ergebnis: 2:1 n. V. (1:1, 0:0) \| \| Zuschauer: 8.000 \| \| Schiedsrichter: Kolbjørn Dæhlen \| \| Spielbericht \| | Sarpsborg FK |
| Mjøndalen IF                                        | Sverre Nordby – Oscar Skjønberg, Hans Andersen – Arthur Simensen, Oddmund Andersen, Bjarne Pettersen – Sigurd Andersen, Einar Andersen, Jørgen Hval, Trygve Halvorsen, Arthur Andersen      | | Sarpsborg FK |
| Mjøndalen IF                                        | 1:1 Einar Andersen (74.) 2:1 Jørgen Hval (116., Elfmeter) | 0:1 Harald Gundersen (66.) | Sarpsborg FK |
| Finale                                              | | |              |
| 14. Oktober 1934 in Trondheim (Sorgenfri Gressbane) | | |              |
| Ergebnis: 2:1 n. V. (1:1, 0:0)                      | | |              |
| Zuschauer: 8.000                                    | | |              |
| Schiedsrichter: Kolbjørn Dæhlen                     | | |              |
| Spielbericht                                        | | |              |